# Phyllanthus koniamboensis
Phyllanthus koniamboensis är en emblikaväxtart som beskrevs av Maurice Schmid. Phyllanthus koniamboensis ingår i släktet Phyllanthus och familjen emblikaväxter.
Artens utbredningsområde är Nya Kaledonien.

## Underarter
Arten delas in i följande underarter:
- P. k. koniamboensis
- P. k. taomensis